# Никола Узунов (икономист)
Никола Узунов (на македонска литературна норма: Никола Узунов) е учен-икономист и обществено-политически деец от Северна Македония, академик на Македонската академия на науките и изкуствата от 1986 година.

## Биография
Роден е в 1932 година в Гърция, в кайлярското село Емборе, на гръцки Емборио. Учи основно образование в Солун. Завършва средно икономическо училище в Скопие (1948) и Икономическия факултет на Загребския университет (1954). Защитава докторат на тема „Индустриализацията на НР Македония и нейният народен доход“ в Белградския университет през 1959 година. Работи като асистент (от 1954 г.), доцент (от 1960 г.) и редовен професор (от 1972 г.) в Икономически факултет на Скопския университет. Специализира в редица английски и американски университети. Гост-професор в Калифорнийския щатски университет в Чико (1975-1976) и в Щатския университет в Мисури (1983-1984). Автор на редица научни трудове, предимно в областта на макроикономиката. Заема редица ръководни постове в научните институции на Югославия и Република Македония. Заместник-декан (1963-1965) и декан (1977-1978) на Икономическия факултет на Скопския университет, ръководител на отдела за научноизследователска работа (1972-1974) и на института за развитие (1980-1984, 1986-1988) към същия факултет. Председател на Съюза на икономистите на Македония (1969-1972) и на Съюза на икономистите на Югославия (1982). През 1979 година е избран за член-кореспондент, а през 1986 – за академик на Македонската академия на науките и изкуствата (МАНИ). Секретар на Отделението за обществени науки на МАНИ (1992 – 1999). Председател на Сената на Скопския университет (1998-2000). Никола Узунов заема и постове в държавно-политическата йерархия на Социалистическа Република Македония (СРМ): пратеник в републиканското Събрание (1967-1973) и член на Изпълнителния съвет (правителство) на СРМ (1967-1971). Председател и член на експертни икономически съвети към правителствата на СРМ и СФРЮ през 1980-те години.
Носител е на наградата на Република Македония „11 октомври“ за приноси в науката и културата.
Умира на 2 ноември 2010 година в Скопие.